# 邵家臻
邵家臻（英語：Bottle Shiu Ka-chun，1969年6月3日—2025年1月10日），社會工作者，前香港浸會大學社會工作系講師、前立法會議員（社會福利界）、青年研究實踐中心副主任，亦有於香港青年協會工作，認識當時還是學生，後來成為導演的翁子光。他自1990年代大學畢業後便已於社工界工作，初時為外展社工，負責輔導邊緣青少年。他也曾是香港選舉委員會的社會福利界委員。他亦是關注囚權組織石牆花的創辦人。

## 關注議題
邵家臻為泛民主派一員，除了關注政制及社福界議題外，亦關注在囚人士待遇問題。邵家臻亦會陪同有需要露宿者上庭面對官司，並為其撰寫求情信。

## 生平

### 早年
邵家臻1969年6月3日生於香港，他早年居於葵涌石蔭邨，父親是九巴技工，因此他受父親影響下曾自認算是巴士迷。邵曾經就讀新會古井同鄉會達善小學、匯基書院及宣道會陳瑞芝紀念中學。
1986年，讀中五的邵家臻受洗歸信基督教，在荃灣眾安街的一間教會聚會。1987年，他讀畢突破出版社出版的《社耕拾穗》影響，萌生當社工的念頭。1989年，他中七畢業。同年升讀香港浸會學院社會工作系學士學位課程，1992年畢業。

### 參與社會運動
1994年，邵家臻在《明報》論壇發表〈請聽迷幻一族的哀號〉，自始開始發表公共評論。1995年，轉職荃灣青年綜合服務中心。2003年，剪短頭髮並擔任七一集會主持，自此以短髮示人。2004年擔任商台節目《光明頂》主持。
邵家臻在2012年9月初的反德育及國民教育科運動中，曾擔任佔領政府總部集會的主持多日及參與討論會（詳見埋單計數，撤回課程，佔領政總）。
邵家臻也是佔領中環行動的支持者。2013年4月28日，他與《主場新聞》創辦人蔡東豪及作家陳慧等宣佈在佔領中環結束後，會主動自首並在法庭上不作抗辯，故傳媒形容他們是“十大死士”。
2015年，邵家臻參與社工註冊局成員選舉並以最高票數（3443票）當選。

### 當選立法會議員
2016年9月4日，在其他泛民主派同時參與社褔界選舉，邵家臻於2016年香港立法會選舉社會福利界功能界別中取得4,603票，擊敗其餘四人取得議會席位。
2016年10月18日，他當選為立法會2016/17年度「福利事務委員會」主席。
2017年，邵家臻接受訪問時表示即使知道有些政策是政治權謀，知道無論自己投怎樣的一票都會通過，但要棄權嗎？而其實每一個政策都不盡然是好或壞，沒有那麼非黑即白。能夠做的，是誠實面對自己。並表示當初在兩傘運動走得這麼前是偶然。而之後踏上選舉之路，當上議員亦是偶然。

### 2017年行政長官選舉中投白票
2017年3月26日舉行的「2017年行政長官選舉」中，7名民主派選舉以當然委員：邵家臻聯同合作之梁國雄、劉小麗、朱凱廸、陳志全、張超雄及羅冠聰等人呼籲投白票。時事評論員古德明認為：「這次行政長官選舉，曾俊華假如僥幸得勝，則港人當可有五年休養生息。只是梁國雄等七人，以『不妥協』為誇。我對他們從此要刮目相看了。」

### 佔中案
邵家臻因於2014年9月27及28日參與佔領中環行動而被控「煽惑他人作出公眾妨擾」及「煽惑他人煽惑公眾妨擾」罪，相關罪行最高可判監7年。2019年4月9日，該案件作為區域法院案件於在西九龍法院大樓進行裁決，邵家臻「煽惑他人犯公眾妨擾」、「煽惑他人煽惑公眾妨擾」罪名成立。2019年4月24日，邵家臻被判監8個月。換言之，根據立法會條例，他不能透過2020年立法會選舉競逐連任。
2019年4月25日，邵家臻入獄不足一天，據報因心跳急促及血壓高，被送往醫院檢查。其後於2019年5月7日出院，並被直接送往赤柱監獄服刑，與另一名佔中案被告、同樣被判囚8個月的黃浩銘同囚。
2019年10月3日，邵家臻刑滿出獄。

### 不獲浸大續約

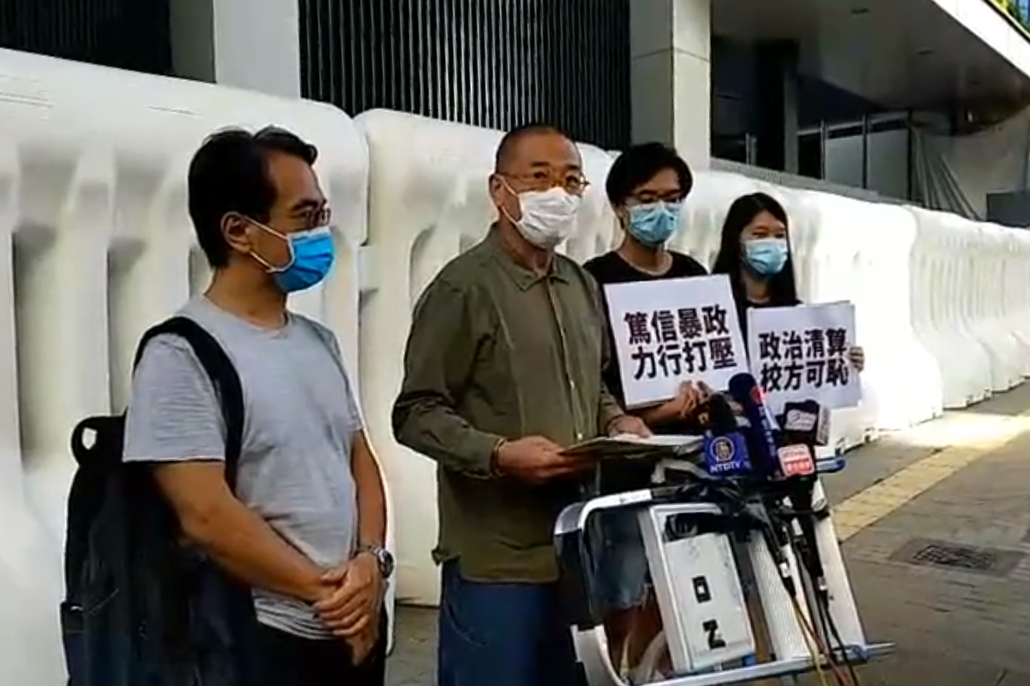
2020年7月27日，邵家臻被浸大拒絕續約見記者

邵家臻自2007年9月起擔任浸會大學社工系講師，不過自2014年參與雨傘運動起，已經遭到校方多番打壓。到2020年7月27日，收到浸會大學人事部電郵通知，指新學年不會再與他續約，電郵沒有提及任何原因。他批評校方打壓學術自由，會向校長錢大康和校董會提出上訴。

### 辭去立法會議員職務
2020年11月11日，因四名民主派民主派立法會議員被政府撤銷議員資格，包括邵家臻在內的其餘15名民主派立法會議員宣布集體總辭以示抗議全國人大常委會的決定。。

### 關注囚權
基於自身於2019年因佔中案在囚的經歷，邵家臻了解並開始關注囚犯權益及獄中的待遇問題，在2020年12月創立石牆花組織，為2019年香港大規模社會運動而被囚的人提供支援，包括物資支援、情緒支援等等。而石牆花亦關注囚犯在獄中的生活條件，並爭取獄政改革，例如揭發懲教署職員對囚犯「私飯」的干預問題、關住監獄酷熱問題等。由於受到政界等多方面的壓力及「不便透露的事」，邵家臻於2021年9月宣佈解散石牆花，結束了該組織的運作。

### 罹患胃癌及逝世
2023年，他修讀崇基神學院的基督教研究文學碩士課程。2024年，修讀崇基神學院的神道學碩士課程。2024年10月，邵家臻感到胃部身體不適，普通科醫生認為是胃酸過多，因為情況沒有好轉且發生嘔吐，故轉看專科醫生，當時診斷是胃炎，但服用特效藥後症狀加劇，因此前往醫院求診，醫生最初認為是十二指腸阻塞，緊急入院進一步檢查後，在11月初確診胃癌，而且已是第3C期，即癌細胞已經擴散，隨後接受手術切除半個胃及附近的淋巴組織，部分腸及胰臟。留院不久後被發現癌細胞更一度擴散至肝臟及腹膜。邵當時獲得了香港中文大學崇基學院神學院的基督教研究文學碩士學位，但礙於入院無法出席畢業禮，由同學為他送上畢業袍，讓他能在病榻中拍攝一張畢業相。
2024年12月底，因病情轉壞再度入院治療。2025年1月初需要插入胃喉，只能吃流質食物，且不能說話，邵家臻在社交網站表示因病情惡化，已開始紓緩治療，邵家臻及後在家人陪伴下於2025年1月10日凌晨0時41分在伊利沙伯醫院安詳逝世，終年55歲。

## 著作
- 字謔香港
- 香港好反
- 逆構青年（2001，香港政策透視，ISBN 9628392093）
- 日常生活的文化研究（與黃昌榮、夏民光合著；2001，香港政策透視，ISBN 9628392131）
- 青年不是什麼（2002，香港政策透視，ISBN 9628392158）
- 沙士啟示錄——香港社會的非典型審視（與馬國明、許寶強合著；2003，進一步多媒體有限公司，ISBN 9628326503）
- 後青年研究（2003，香港政策透視，ISBN 9628392166）
- 𡃁（2010，Kubrick，ISBN 9789881849458）
- What if? 77個青年願景（與湯禎兆、馮振超合著；2010，圓桌精英，ISBN 9789889955373）
- Letters in a Bottle——非情書（2010，Kubrick，ISBN 9789881849403）
- 指罵詞彙的“八十後”（2011，CUP出版，ISBN 9789881524065）
- 感情缺失——香港情緒學（2012，CUP出版，ISBN 9789881524133）
- 感情用事——關於好戲量十年（與黃鈺螢合著；2012，青森文化，ISBN 9789888164899）
- 坐監情緒學 (2023，藍藍的天有限公司出版，ISBN 9789887637769)

## 主持（無綫電視）
- 2006年：細說名城系列（芬蘭篇）

## 外部連結
- 邵家臻Facebook專頁
- 佔中死士　周二警署集體「自首」　邵家臻︰我唔知會唔會被更低調通緝（页面存档备份，存于）